# Spurryt
Spurryt – minerał z gromady krzemianów wyspowych jednak z dodatkiem anionu węglanowego. Jest minerałem skał wapienno-krzemianowych powstałych w wysokich temperaturach na kontaktach z magmą, np. marmurach i skarnach. współwystępuje z kalcytem, merwinitem, gehlenitem, wezuwianem, monticellitem i grossularem. Znany z wapieni Scawt Hill w Irlandii. Jest ważny w technologii produkcji cementów portlandzkich, w których stanowi składnik otrzymywany syntetycznie.